# 任忠鸣
任忠鸣 (1958年10月—)，黑龙江人，上海大学教授，研究方向为强磁场下冶金与材料制备以及高温合金叶片制备。任中华人民共和国教育部第四批"长江学者"特聘教授，早年曾就读于大连理工大学铸造专业。